# Быковская, Лидия Ивановна
Лидия Ивановна Быковская (1902 ― 1985) ― советский акушер-гинеколог, доктор медицинских наук, доцент Смоленского государственного медицинского института.

## Биография
Лидия Ивановна Быковская родилась 27 февраля 1902 года в селе Бучалки (ныне — Кимовский район Тульской области). Окончила школу и одногодичные педагогические курсы в городе Епифани, после чего работала учителем, секретарём Епифанского уездного отдела народного образования. В октябре 1921 года Быковская была направлена для обучения на медицинский факультет Смоленского государственного университета.
После окончания университета работала врачом-экстерном акушерско-гинекологической клиники, затем сверхштатным ординатором, акушером-гинекологом, заведующей Заднепровской районной женской консультацией. В 1933 году перешла на преподавательскую работу на кафедру гинекологии Смоленского государственного медицинского института. Участвовала в Великой Отечественной войне, будучи ординатором, старшим ординатором, начальником хирургического отделения в различных эвакогоспиталях.
В апреле 1946 года в звании капитана медицинской службы Быковская была уволена в запас и вернулась в преподавательской работе на кафедре. В 1965 году стала доцентом, а в 1973 году защитила диссертацию на соискание учёной степени доктора медицинских наук. Активно занималась научно-исследовательской работой, исследовала миому матки. В общей сложности Быковская опубликовала 31 научную работу. Кроме того, в течение восьми лет руководила научным студенческим кружком Смоленского государственного медицинского института, активно участвовала в деятельности Смоленского научного общества акушеров-гинекологов.
Умерла 17 сентября 1985 года, похоронена на Братском кладбище Смоленска рядом со своим мужем, кандидатом медицинских наук Борисом Семёновичем Быковским.